# Непријатељство
Непријатељство је израз који означава негативан однос између два или више појединаца или друштвених група. Израз „непријатељ“ има и социјалну функцију и означава одређено биће као претњу.
Означавање појединца или групе као непријатеља назива се демонизација.
Главна разлика између борбе с противником и борбе с непријатељем је да се против непријатеља бори и непоштеним средствима.